# Mangifera pedicellata
Mangifera pedicellata là một loài thực vật thuộc họ Anacardiaceae. Đây là loài đặc hữu của Indonesia.